# 2016 Atomized
2016 Atomized è l'ottavo album in studio del gruppo musicale danese The Raveonettes, pubblicato nel 2017.

## Tracce
1. This World Is Empty (Without You) – 2:26
2. Run Mascara Run – 3:02
3. EXCUSES – 3:46
4. Junko Ozawa – 2:57
5. Scout – 4:22
6. Won't You Leave Me Alone – 3:27
7. Where Are You Wild Horses – 3:18
8. A Good Fight – 3:30
9. This Is Where It Ends – 2:50
10. Choke on Love – 2:23
11. Fast Food – 3:54
12. PENDEJO – 12:05